# (4524) Barklajdetolli
(4524) Barklajdetolli est un astéroïde de la ceinture principale.

## Description
(4524) Barklajdetolli est un astéroïde de la ceinture principale. Il fut découvert le 8 septembre 1981 à Naoutchnyï par Lioudmila Jouravliova. Il présente une orbite caractérisée par un demi-grand axe de 2,32 UA, une excentricité de 0,13 et une inclinaison de 7,3° par rapport à l'écliptique.

## Compléments